# El detectiu Conan: Cruïlla a l'antiga capital
El detectiu Conan: Cruïlla a l'antiga capital (名探偵コナン 迷宮の十字路 Meitantei Konan: Meikyuu no Crossroad) és la setena pel·lícula basada en la sèrie Detectiu Conan. Es va estrenar el 19 d'abril del 2003 al Japó i a Catalunya el 28 de febrer del 2010.

## Argument
La pel·lícula tracta d'un camí maleït d'unes ruïnes i uns monjos molt estranys. Es cometen 5 assassinats a Tòquio, Osaka i Kioto. En Kogoro Mouri és contractat per investigar en un temple de Kioto i hi va amb la Ran, la Sonoko i en Conan. Més tard es trobaran amb en Heiji i la Kazuha i la lliga de detectius júnior que hi ha anat amb el professor Agasa. Mentre les noies i la lliga de detectius júnior s'ho passen d'allò més bé fent turisme per Kioto, els altres han d'investigar el cas del robatori de l'estàtua del Buda de la medicina de fa 8 anys. Dos dies abans, però, van enviar al temple un enigma amb una carta dient que si el resolien els tornarien l'estàtua. Però mentre l'intenten resoldre es comet un altre assassinat, que també hauran de resoldre. La Kazuha serà segrestada i en Heiji ferit. En Shinichi farà una curta aparició simulant ser en Heiji i anirà a salvar la Kazuha. Podran superar els obstacles i trobar l'assassí misteriós?

## Música
El tema musical principal d'aquesta pel·lícula és "Time After Time~hana mau machi de~", de la cantant japonesa Mai Kuraki.

## Curiositats
- Al principi de la pel·lícula, després de la introducció es pot veure una cafeteria amb el número 221B com a nom, el número de la casa de Sherlock Holmes.
- És l'única pel·lícula en què en Conan torna a ser en Shinichi, gràcies al Baikal, un licor xinès similar al whisky.
- En aquesta pel·lícula es descobreix que la Kazuha és el primer amor d'en Heiji.
- La pel·lícula ha recaptat quasi 3.200 milions de iens, o aproximadament 21 milions d'euros.

## Doblatge
- Estudi Doblatge: Audioclip, SA.
- Direcció: Teresa Manresa.
- Traducció: Marina Bornas.
- Repartiment:

| Personatge                    | Veu en català     | Veu en japonès     |
| ----------------------------- | ----------------- | ------------------ |
| Shinichi Kudo                 | Óscar Muñoz       | Kappei Yamaguchi   |
| Conan Edogawa                 | Joel Mulachs      | Minami Takayama    |
| Ran Mouri                     | Núria Trifol      | Wakana Yamazaki    |
| Kogoro Mouri                  | Jordi Royo        | Akira Kamiya       |
| Dr. Hiroshi Agasa             | *Privat*          | Kenichi Ogata      |
| Inspector Juuzou Megure       | Ramon Canals      | Fûrin Cha          |
| Genta Kojima                  | Miquel Bonet      | Wataru Takagi      |
| Mitsuhiko Tsuburaya           | Elisabet Bargalló | Ikue Ootani        |
| Ayumi Yoshida                 | Berta Cortés      | Yukiko Iwai        |
| Ai Haibara                    | Roser Aldabó      | Megumi Hayashibara |
| Sonoko Suzuki                 | Eva Lluch         | Naoko Matsui       |
| Inspector Ninzaburo Shiratori | Jordi Salas       | Kaneto Shiozawa    |
| Inspectora Miwako Sato        | Teresa Manresa    | Atsuko Yuya        |
| Heiji Hattori                 | Hernán Fernández  | Ryo Horikawa       |
| Kazuha Tooyama                | Mònica Padrós     | Yûko Miyamura      |
| Inspector Fumimaro Ayanokoji  | (desconegut)      | Ryôtarô Okiayu     |
| Suzu Chiga                    | Mar Roca          | Mari Adachi        |
| Tae Yamakura                  | Teresa Manresa    | Hiroko Suzuki      |
| Harutaro Mizuo                | David Corsellas   | Kôji Yusa          |
| Ryuhen                        | David Jenner      | Daiki Nakamura     |
| Taiga Saijo                   | (desconegut)      | Hirotaka Suzuoki   |
| Seizo Sakura                  | (desconegut)      | Saburô Kamei       |